# Gruppe von Rhodos 12264

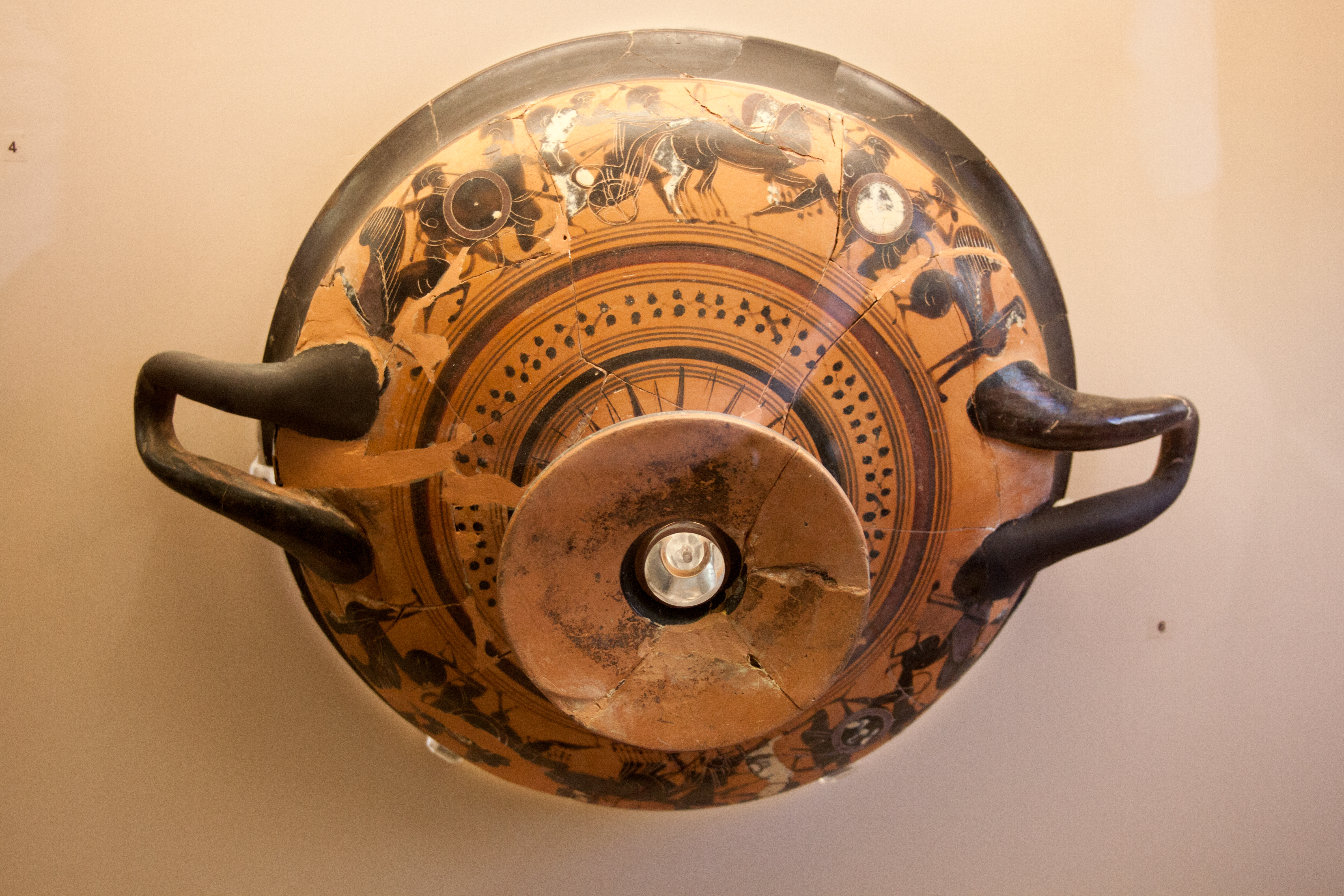
Namengebende Droop-Schale der Gruppe von Rhodos 12264 im Archäologischen Museum von Rhodos

Als Gruppe von Rhodos 12264 (englisch Group of Rhodes 12264) wird eine Gruppe attischer Vasen des schwarzfigurigen Stils bezeichnet. Sie wurden in der Mitte des 6. Jahrhunderts v. Chr. in Athen gefertigt. Ihre Maler gehören zu den Kleinmeistern. Die Gruppe von Rhodos 12264 ist nach der Droop-Schale Inv. 12264 im Archäologischen Museum von Rhodos aus Kamiros benannt. Der Gruppe werden ausschließlich Schalen zugeschrieben, überwiegend qualitätvolle Droop-Schalen mit Friesen in der Henkelzone.